# Murakami Yoshikiyo
Murakami Yoshikiyo (Japans: 村上 義清) (1501 – 1573) was een daimyo uit de provincie Shinano uit de late Sengoku-periode. Hij vocht onder meer tegen Takeda Nobutora en Takeda Shingen, die de provincie Shinano probeerden te veroveren, en werd verslagen in de slag bij Sezawa (1542). Hij won onder andere de slag bij Uedahara, maar werd in 1551 verslagen bij het beleg van Toishi. Vanaf 1553 werd hij een vazal van de Uesugi-clan en Uesugi Kenshin. In de Slagen bij Kawanakajima vocht hij mee in de centrale divisie van het leger van de Uesugi.